# Satu Nou (Lipova), Bacău
Satu Nou este un sat în comuna Lipova din județul Bacău, Moldova, România.